# LHS 1140b
LHS 1140 b — екзопланета, що обертається в межах зони, придатної для життя червоного карлика LHS 1140 (GJ 3053) в сузір’ї Кита. Її відкрили 2017 року в межах проєкту MEarth. Планета має масу, що приблизно у 5,6 раза перевищує земну, і радіус, більший на 70 %, тож її відносять до надземель. Спершу її вважали щільним кам’янистим світом, однак уточнені вимірювання маси й радіуса вказують на нижчу густину, що свідчить на користь того, що це ймовірно планета-океан, до 9–19 % маси якої може становити вода. LHS 1140 b повністю міститься в межах зони, придатної для життя своєї материнської зорі й отримує близько 43 % опромінення, яке отримує Земля. Ця планета розташована за 49 світлових років і проходить транзитом по диску зорі, що робить її привабливою ціллю для дослідження атмосфери за допомогою наземних або орбітальних телескопів. 

## Материнська зоря
LHS 1140 b обертається навколо невеликого червоного карлика LHS 1140. Вона має 18,4 % маси й 21,6 % радіуса Сонця, спектральний клас — M4.5V. Температура LHS 1140 становить 3 096 К (2 823 °C; 5 113 °F), а світність — 0,0038 сонячної. Її вік — щонайменше 5 мільярдів років. LHS 1140 — дуже неактивна зоря: відкривачі не зафіксували жодного великого спалаху. На відміну від більшості зір такого розміру, вона майже не проявляє активности й здійснює один оберт за 130 діб.

## Фізичні характеристики

### Маса і радіус
LHS 1140 b було виявлено за допомогою методу радіальної швидкості (що дозволяє визначити масу супутнього об’єкта) й транзитної фотометрії (яка дає змогу обчислити радіус). Завдяки цьому LHS 1140 b — одна з небагатьох потенційно придатних до життя екзопланет, для яких точно відомі обидва ці параметри (інші подібні об’єкти — планети в системі TRAPPIST-1). У нещодавньому дослідженні 2023 року масу планети уточнено як 5,60 ± 0,19 земних мас, а радіус — як 1,730 ± 0,025 земних радіусів (приблизно 11 000 км), що менше й більше відповідно за попередні оцінки. За цими показниками LHS 1140 b, ймовірно, є океанічним світом або щільним мінінептуном, а не планетою земного типу.

### Орбіта і температура
Орбітальний період LHS 1140 b триває 24,737 доби — значно менше, ніж земний рік, що становить 365 діб. ЇЇ орбітальний радіус дорівнює 0,0946 а.о., тобто 9,46% відстані між Землею й Сонцем. Попри таку близькість, зоря LHS 1140 настільки тьмяна, що планета отримує лише 0,43 від потоку енергії, який Земля отримує від Сонця на своїй відстані. За альбедо 0, рівноважна температура LHS 1140 b становитиме 230 К (−43 °C; −46 °F), тоді як на Землі вона дорівнює 255 К (−18 °C; −1 °F). Якщо ж альбедо LHS 1140 b подібне до земного, її рівноважна температура ще нижча — 201 К (−72 °C; −98 °F). Водночас, за наявності парникового ефекту принаймні такої ж сили, як на Землі, температура поверхні цієї планети сягала б понад 266 К (−7 °C; 19 °F) при альбедо 0. Через велику масу LHS 1140 b, імовірно, має густішу атмосферу з потужнішим парниковим ефектом. Як і у багатьох потенційно придатних до життя планет біля червоних карликів, орбіта LHS 1140 b досить колова: ексцентриситет, з імовірністю 90 %, не перевищує 0,29. Цю циркулярність не можна пояснити припливними силами зорі, тому вважають, що вона є вродженою.

### Склад
Спершу вважалося, що планета має надзвичайно велику густину — близько 125 г/см3, одну з найвищих серед відомих землеподібних планет, — більш як удвічі вищу за земну. За цих умов її залізо-нікелеве ядро мало б становити до 75% від загальної маси. Подальші дослідження 2018 і 2020 років збільшили оцінку радіуса планети, що дало нове значення густини — 782+098
−088 г/см3, яке все ще узгоджується з кам'янистою будовою, але з нижчою часткою маси ядра — 49 ± 7%. Для порівняння, ядро Землі становить приблизно 32,5% її маси. Дослідження 2020 року також припускає, що близько 4% маси LHS 1140 b припадає на воду, що може свідчити про її океанічну природу із середньою глибиною океану, оціненою в 779±650 км.
Дослідження 2023 року, в якому масу й радіус планети було визначено з більшою точністю, дало нижчу оцінку маси — близько 5,6 земної, а також відповідно нижчу густину, яка вже не узгоджується з кам’янистою природою при таких розмірах планети. LHS 1140 b, ймовірно, є океанічним світом із ще більшою часткою води — 9–19% маси, або ж щільним мінінептуном. Спостереження за допомогою космічного телескопа «Джеймс Вебб» виключають наявність атмосфери, багатої на водень, що підтверджує гіпотезу океанічного світу.

### Атмосфера
Можливе виявлення водяної пари в атмосфері LHS 1140 b було здійснене наприкінці 2020 року за допомогою космічного телескопа «Габбл», хоча з низьким співвідношенням сигналу до шуму. Спостереження, проведені космічним телескопом «Джеймс Вебб» і опубліковані 2024 року, виключають наявність атмосфери, збагаченої воднем, і підтримують гіпотезу про атмосферу з високою середньою молярною масою, можливо, складену з азоту, водяної пари й вуглекислого газу. У липні 2024 року «Джеймс Вебб» також виявив попередні ознаки атмосферного азоту, що може свідчити про поверхню планети, переважно вкриту льодом і частково покриту рідкою водою — подібна структура нагадує око. У разі підтвердження це буде перший доказ існування вторинної атмосфери навколо потенційно придатної до життя екзопланети.

## Придатність до життя
LHS 1140 b обертається поблизу зовнішньої межі зони, придатної для життя — області навколо зорі, де температури можуть бути придатними для існування рідкої води на поверхні планет за наявності достатнього атмосферного тиску. Рівноважна температура LHS 1140 b досить низька — 230 К (−43 °C; −46 °F), приблизно як у полярних регіонах Землі. Водночас це розрахована температура без урахування впливу щільної атмосфери. За парникового ефекту, подібного до земного, температура поверхні становила б понад 266 К (−7 °C; 19 °F), але через велику масу планети цей ефект може бути ще сильнішим. За парникового ефекту, удвічі потужнішого за земний, температура становила б приблизно 296 К (23 °C; 73 °F)². Крім того, материнська зоря є настільки неактивною, що атмосферна ерозія, ймовірно, незначна, тож атмосфера повинна зберігатися впродовж тривалих часів. Якщо ж атмосфера відсутня, LHS 1140 b, ймовірно, вкрита тонкою крижаною оболонкою. У такому випадку, вона може отримувати достатньо радіогенного й припливного тепла, щоби значні об'єми рідкої води могли транспортуватися крізь крижану оболонку до поверхні через кріовулканічні виверження водяних гейзерів.